# Archidekanat dla powiatów: Poprad, Kieżmark, Nowa Wieś Spiska, Lewocza i Gelnica
Archidekanat dla powiatów: Poprad, Kieżmark, Nowa Wieś Spiska, Lewocza i Gelnica – prawosławny archidekanat w eparchii preszowskiej Kościoła Prawosławnego Czech i Słowacji. Archidziekan rezyduje w Preszowie.
W skład archidekanatu wchodzi 12 parafii:
- Parafia Zaśnięcia Matki Bożej w Gelnicy
- Parafia Świętych Apostołów Piotra i Pawła w Kojšovie
- Parafia św. Jerzego Zwycięzcy w Krompachach
- Parafia Świętych Cyryla i Metodego w Lewoczy
- Parafia Zaśnięcia Matki Bożej w Lubicy
- Parafia w Nowej Leśnej
- Parafia św. Klemensa Ochrydzkiego w Nowej Wsi Spiskiej
- Parafia Podwyższenia Krzyża Świętego w Popradzie
- Parafia Wniebowstąpienia Pańskiego w Slovinkach
- Parafia Opieki Matki Bożej w Smolníku
- Parafia Narodzenia Matki Bożej w Vernárze
- Parafia Narodzenia św. Jana Chrzciciela w Závadce